# جان جونستون
جان جونستون (بالإنجليزية: Jan Johnston)‏ هي مغنية مؤلفة ومغنية بريطانية، ولدت في 21 فبراير 1968 في سالفورد في المملكة المتحدة.

## وصلات خارجية
- الموقع الرسمي
- جان جونستون على موقع ميوزك برينز (الإنجليزية)
- جان جونستون على موقع ديسكوغز (الإنجليزية)